# Franciszek Maślanka
Franciszek Maślanka (ur. 13 listopada 1880 w Wilkowicach, zm. 24 czerwca 1962 w Krakowie) – polski polityk, działacz PSL „Piast”.

## Życiorys
Urodził się 13 listopada 1880 roku w Wilkowicach powiat Biała jako syn Wojciecha i Marii z domu Kubica. Ukończył Akademię Handlową w Krakowie i Akademię Eksportu w Wiedniu (absolutorium). Po ukończeniu studiów buchalter w fabryce w Krakowie, następnie naczelny rachmistrz w Elektrowni Miejskiej tamże. Prezes Koła TSL im. T. Kościuszki. Organizator kół PSL (1908–1910 członek RN), od 1914 roku członek PSL „P” (członek RN 1914–1921). W 1918 roku sekretarz i skarbnik ZG PSL; od 1919 do 1923 roku sekretarz ZG i dyrektor wydawnictwa „Piast”.
Wieloletni sekretarz Stowarzyszenia Kupców i Młodzieży Handlowej w Krakowie, przewodniczący Krajowego Związku Współpracowników Handlowych na Małopolskę, wieloletni prezes Związku Absolwentów Akademii Handlowej. W 1918 roku członek Polskiej Komisji Likwidacyjnej w Krakowie. Na początku l. 30. prezes koła SL w Krakowie, następnie członek CHSR (w 1934 roku skarbnik Wojewódzkiego Komitetu Wykonawczego w Krakowie). Po II wojnie światowej przed przejściem na emeryturę pracował w Zakładzie Energetycznym Sieci Kraków-Teren (starszy księgowy, sekretarz POP PZPR). Zmarł 24 czerwca 1962 roku w Krakowie, pochowany na cmentarzu Rakowickim tamże.

## Działalność polityczna
Poseł na Sejm Ustawodawczy (1919–1922) i I kadencji (1922–1927). W Sejmie Ustawodawczym w lutym 1919 roku wybrany kwestorem Sejmu. W 1919 roku mandat uzyskał w okręgu wyborczym nr 37(Oświęcim); w 1922 roku zdobył mandat z listy nr 12 (NZL „Polskie Centrum”) w okręgu wyborczym nr 43 (Wadowice).

## Rodzina
Żonaty ze Stefanią z domu Kubica miał dwie córki (Annę i Barbarę) i syna (Antoniego).

## Odznaczenia
W 1958 roku odznaczony Złotym Krzyżem Zasługi.